# Janis Lusis
Janis Lusis (Jelgava, 19 de mayo de 1939 - 29 de abril de 2020) fue un atleta soviético especializado en el lanzamiento de jabalina. 

## Trayectoria deportiva
Lusis ganó tres medallas olímpicas en las tres olimpiadas que participó. En 1964, en Tokio fue bronce, cuatro años después, en 1968, se proclamó campeón olímpico en [[Juegos Olímpicos de México 1968]|México]] y en los de Munich 1972 obtuvo la medalla de plata. Fue también campeón de Europa cuatro veces de forma consecutiva en 1962, 1966, 1969 y 1971 y  batió en dos ocasiones el récord del mundo de jabalina con el modelo antiguo anterior a 1986 y su mejor marca fue de 93,80 m.
Su hijo, Voldemārs Lūsis, fue también un lanzador de jabalina que compitió en los Juegos olímpicos de 2000 y 2004.